# کرستی دیلن
کرستی دیلن (انگلیسی: Kirsty Dillon؛ زادهٔ ۱۹۷۶ میلادی) بازیگر تئاتر، تلویزیون و سینما اهل انگلستان است. وی دانش‌آموختهٔ آکادمی هنرهای نمایشی وبر داگلاس است.
از فیلم‌ها یا برنامه‌های تلویزیونی که وی در آن نقش داشته‌است، می‌توان به آدمکشان میدسامر، شهر هالبی، حادثه و لاک اشاره کرد.